# Un colpo all'anima
Un colpo all'anima è un singolo di Luciano Ligabue, il primo estratto dal suo nono album di inediti Arrivederci, mostro!, pubblicato il 16 aprile 2010.
È stato presentato in anteprima il 15 aprile durante il Liga Day in oltre 100 sale cinematografiche italiane. La canzone ha raggiunto il primo posto sia nella classifica Top Digital Download stilata da FIMI, sia nella classifica dell'airplay radiofonico.

## Video musicale
Il video prodotto per Un colpo all'anima è stato girato al parco archeologico di Nora, in Sardegna, ed è stato diretto dal regista Marco Salom. Il video è stato trasmesso in anteprima sul canale ufficiale di Ligabue su YouTube.

## Tracce
Download digitale
1. Un colpo all'anima - 3:08

CD
1. Un colpo all'anima (album version)
2. Un colpo all'anima (acoustic version)

## Classifiche
| Classifica (2010) | Posizione più alta |
| ----------------- | ------------------ |
| Italia            | 1                  |

### Classifiche di fine anno
| Classifica (2010) | Posizione |
| ----------------- | --------- |
| Italia            | 27        |